# Macrospora

Ovuli (macrosporangi) prima della meiosi: ovuli di gimnosperma (a sinistra), di angiosperma, dentro l'ovario (a destra)

In botanica le macrospore o megaspore sono un tipo di spore femminili presenti nelle piante eterospore. Questi tipi di piante hanno due tipi di spore, macrospore (linea femminile) e microspore (linea maschile). 
In termini generali, la macrospora subisce delle mitosi e origina un gametofito femminile al cui interno si produrrà il gamete femminile o ovocellula. 
Quest'ultimo si unirà al gamete maschile e darà origine al nuovo individuo.
Le piante eterospore in cui si verifica questo processo sono: 
- tutte le piante che producono semi (gimnosperme e angiosperme)
- alcune felci (ad es. le Salviniales)
- alcuni muschi (Selaginellaceae)

## Macrosporogenesi

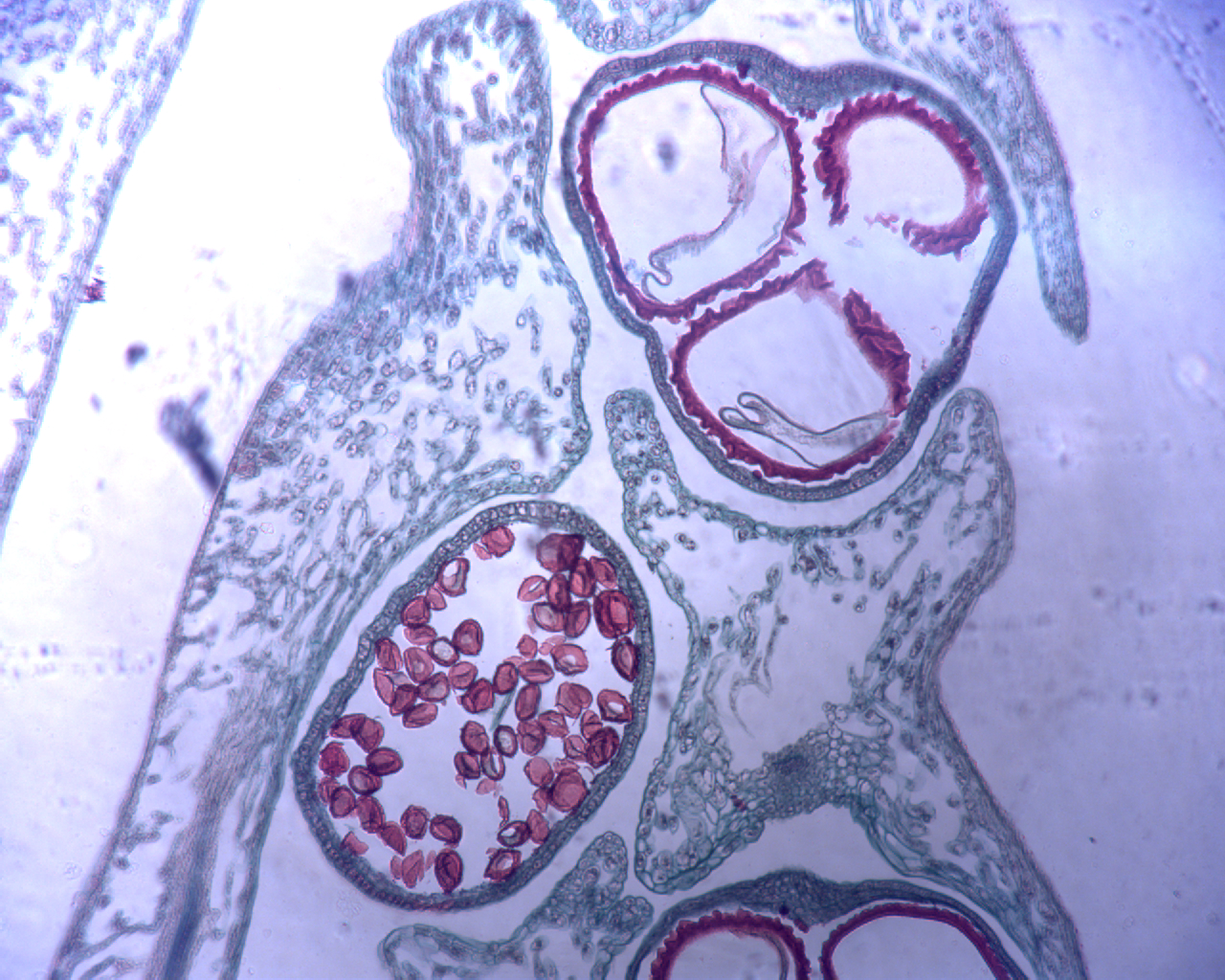
Foto al microscopio ottico delle spore (in rosso) di Selaginella. Le tre grandi spore nella parte superiore sono megaspore mentre le numerose spore rosse più piccole nella parte inferiore sono microspore.

Nelle gimnosperme e nelle angiosperme, la megaspora viene prodotta all'interno della nocella dell'ovulo. Una cellula madre delle spore, diploide, subisce meiosi per produrre inizialmente quattro cellule aploidi. Tre di queste cellule tipicamente degenerano dando come risultato una megaspora funzionale per ovulo. 
1. ↑  (EN) A. A. Estrada-Luna, W. Huanca-Mamani e G. Acosta-García, Beyond promiscuity: From sexuality to apomixis in flowering plants, in In Vitro Cellular & Developmental Biology - Plant, vol. 38, n. 2, 2002-03,  pp. 146-151, DOI:10.1079/IVP2001278. URL consultato il 23 novembre 2020.